# Вівсянчик великий
Вівся́нчик великий (Rhopospina fruticeti) — вид горобцеподібних птахів родини саякових (Thraupidae). Мешкає в Андах і Патагонії. Це єдиний представник монотипового роду Великий вівсянчик (Rhopospina).

## Опис

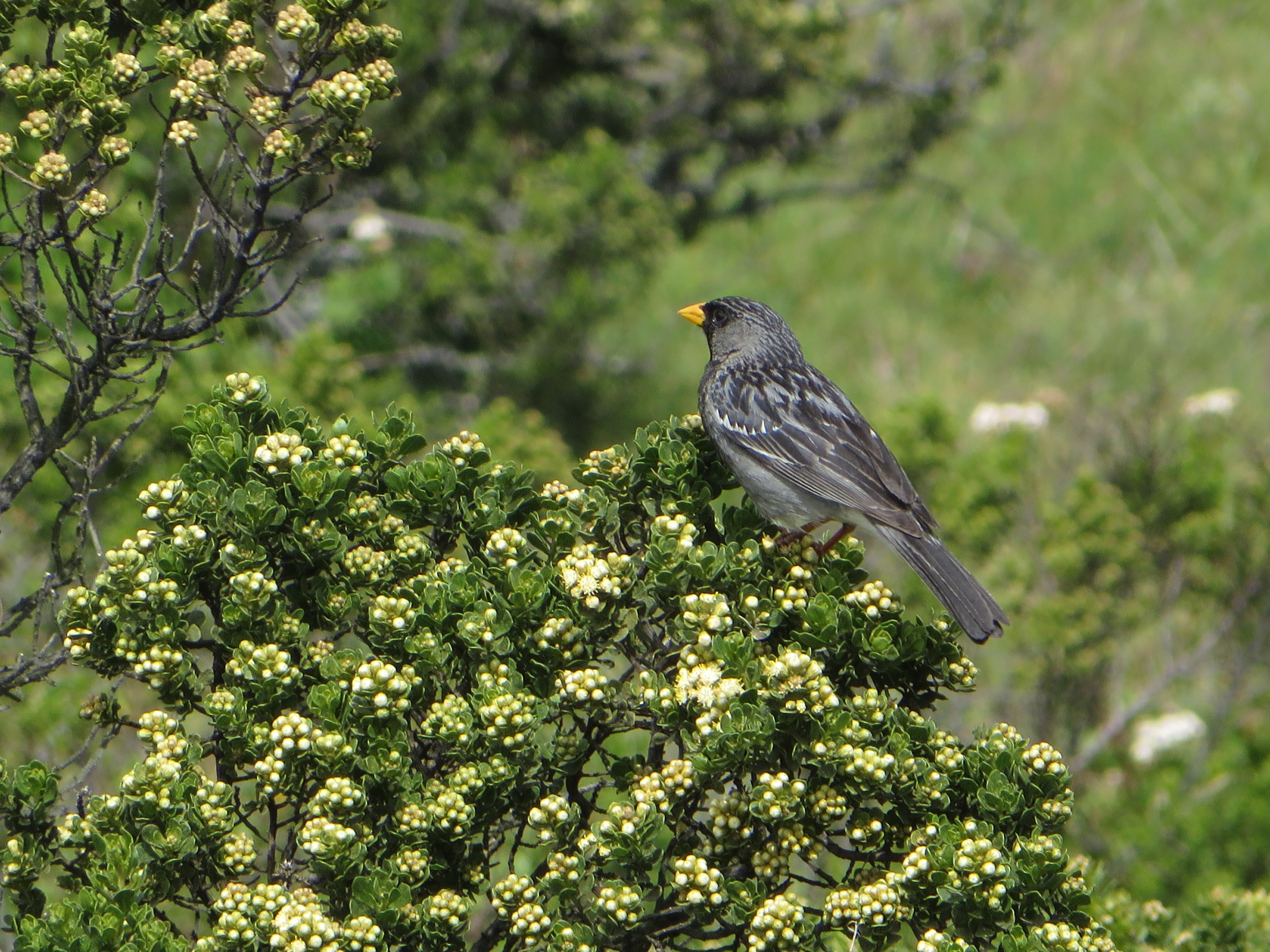
Великий вівсянчик

Довжина птаха становить 18-18,5 см. виду притаманний статевий диморфізм. у самців верхня частина тіла сіра, поцяткована широкими чорними смугами, на крилах дві білі смуги. Горло і груди чорні, поцятковані сірими смужками. Боки сірі, живіт білуватий. Дзьоб тьмяний, під час сезону розмноження набуває жовтого забарвлення. У самиць верхня частина тіла бурувато-сіра, поцяткована чорними смужками, надхвістя сіре, скроні охристі, на крилах білі смуги. Нижня частина тіла білувата або сірувата, на боках темні смужки, груди чорнуваті.

## Таксономія
Раніше великого вівсянчика віносили до роду Вівсянчик (Phrygilus), однак за результатами молекулярно-генетичного дослідження він був перевеждений до відновленого монотипового роду Rhopospina.

## Підвиди
Виділяють три підвиди:
- R. f. peruviana (Zimmer, JT, 1924) — Анди в Перу (на південь від Кахамарки) та на заході Болівії (Ла-Пас і Кочабамба));
- R. f. coracina (Sclater, PL, 1891) — Анди на південному заході Болівії, в Чилі і Аргентині, Патагонія на південь до Магелланової протоки;
- R. f. fruticeti (Kittlitz, 1833) — Болівійські Анди (захід Оруро, Потосі).

## Поширення і екологія
Великі вісянчики мешкають в Перу, Болівії, Аргентині і Чилі. Бродячі птахи спостерігалися на Фолклендських островах, в Уругваї та на півдні Бразилії. Великі вісянчики живуть в чагарникових заростях та на полях, зустрічаються парами або невеликими зграйками, переважно на висоті від 2000 до 4000 м над рівнем моря. Живляться насінням. Сезон розмноження триває з вересня по лютий. Гніздо чашоподібне, зроблене з рослинних волокон, встелене шерстю або пір'ям, розміщується в чагарниках. В кладці 2 зеленуватих яйця, поцяткованих коричневими і сірими плямками.